# Píleu (núvol)
|  | Per a altres significats, vegeu «píleu». |

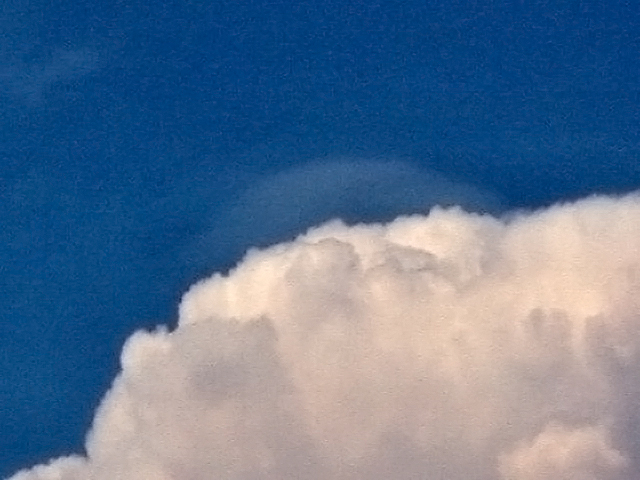
Cumulonimbus amb píleus

Un píleu (del llatí pileus, 'barret, casc') és un petit núvol horitzontal que pot aparèixer a la part superior d'un cúmul o cumulonimbe, que dona l'aparença de portar una caputxa. Els píleus tendeixen a canviar de forma ràpidament. Aquests canvis es produeixen per l'acció de l'aire humit a baixes altures, fent que aquest arribi al punt de rosada, ple de grosses gotes en suspensió. Acostumen a ser indicadors de futur mal temps. Un píleu situat a la part alta d'un cúmul sovint indica que aviat es transformarà en un cumulonimbe, amb un espectacular increment de la massa del núvol original. Els núvols que van juntament amb un píleu se'ls acostuma a afegir el sufix llatí -pileus o l'epítet «amb píleu».